# Ŭ
Cette page contient des caractères spéciaux ou non latins. S’ils s’affichent mal (▯, ?, etc.), consultez la page d’aide Unicode.
Ŭ (minuscule : ŭ), ou U bref, est une lettre latine utilisée dans l’écriture de l’espéranto, dans l’alphabet łacinka du biélorusse et dans plusieurs romanisations ALA-LC dont celles du biélorusse, du bulgare, du doungane, du géorgien, et de l’ouzbek, dans plusieurs romanisations BGN/PCGN dont celles du bulgare, du khmer, et du tadjik, ou encore dans la romanisation McCune-Reischauer du coréen. Elle est composée de la lettre U diacritée d'une brève.

## Utilisation
En espéranto, Ŭ est la vingt-sixième lettre de l’alphabet (entre U et V) et représente le son /u̯/. Cette lettre se rencontre dans les diphtongues aŭ (ankaŭ : « aussi ») et, plus rarement, eŭ (eŭro : « euro »), oŭ (poŭpo : « poupe »). Elle peut être aussi utilisée pour transcrire le /w/ d’un mot étranger, mais V est souvent préféré dans ce cas. En cas d’impossibilité d’utiliser cette lettre (par exemple si elle n’est pas disponible sur le clavier), elle peut être remplacée par u (comme préconisé dans le Fundamento de Esperanto) ou ux. 
Ŭ est employé par plusieurs systèmes de translittération du biélorusse pour représenter la lettre cyrillique Ў.
La romanisation McCune-Reischauer, un système de transcription du coréen, utilise ŭ pour représenter la voyelle /ɯ/, écrite 으 en hangeul. Le système de romanisation révisée emploie eu pour noter ce son.

## Représentations informatiques
Le U bref peut être représenté avec les caractères Unicode suivants :
- précomposé (latin étendu A) :

| formes    | représentations | chaînes de caractères | points de code | descriptions                    |
| --------- | --------------- | --------------------- | -------------- | ------------------------------- |
| capitale  | Ŭ               | Ŭ                     | U+016C         | lettre majuscule latine u brève |
| minuscule | ŭ               | ŭ                     | U+016D         | lettre minuscule latine u brève |

- décomposé (latin de base, diacritiques)[1],[2] :

| formes    | représentations | chaînes de caractères | points de code | descriptions                                |
| --------- | --------------- | --------------------- | -------------- | ------------------------------------------- |
| capitale  | Ŭ               | U◌̆                    | U+0055 U+0306  | lettre majuscule latine u diacritique brève |
| minuscule | ŭ               | u◌̆                    | U+0075 U+0306  | lettre minuscule latine u diacritique brève |